# Apristus europaeus
Apristus europaeus é uma espécie de insetos coleópteros pertencente à família Carabidae.
A autoridade científica da espécie é Mateu, tendo sido descrita no ano de 1980.
Trata-se de uma espécie presente no território português.